# Тонкава (язык)
Язык тонкава или аранама (Tonkawa) был ранее распространён в штатах Оклахома, Техас и Нью-Мексико среди народа тонкава. Язык изолированный, живые родственники неизвестны. Близкими по языку могли быть угасшие ёхуан, мэйай, эрвипиаме.
По одним данным, язык считается вымершим, по другим — на нём как на родном языке говорят 6 человек старше 50 лет, но обучение молодого поколение языку не ведётся. В настоящее время представители народа тонкава говорят только по-английски.

## Пример текста
Следующий текст взят из хрестоматии Хойера.
ha·csokonayla ha·nanoklakno?o xam?al?a·y?ik. ?e·kʷa tanmaslakʷa·low hecne·laklakno?o lak. ha·csokonayla «?o·c!» noklakno?o. «?ekʷanesxaw sa·ken nenxales!» noklakno?o. ?e·ta tanmaslakʷa·lowa·?a·lak hewleklakno?o.
Перевод:
Coyote / he was going along, S / on the prairie. When he did so / Jackrabbit / he was lying, S / (accus.). Coyote / «Oho!» / he said, S. «Horse /my / I have found it!» / he said, S. And then / that Jackrabbit afm / he caught him, S.
Сокращения: S = «сказано», afm = «вышеназванный, тот самый».
Перевод на русский язык:
Койот/ он шёл один, S / по прерии. Пока он шёл / американский заяц / он лежал, S / (В.п.). Койот / «Ого!» / сказал, S. «Лошадь /себе /я нашёл!» / сказал он, S. И затем / этого зайца afm / он поймал его, S.
Пересказ на английском и на русском языках:

Шёл койот по прерии. Вдруг он увидел лежащего зайца. «Ого! — сказал он. — я нашёл себе коня! [предположительно, на ужин]» И тогда он поймал его (зайца).Оригинальный текст (англ.)Coyote was going along the prairie. Suddenly he saw a lying jackrabbit. «Oho!» he said, «I've found a horse! [suppose as a food]» And then, he caught a jackrabbit.

### Высказывания
- Hecu:'ay'ik ha:nanoka [хэцу́-ай-ик ха́нанока] — главное приветствие
- To"na silwen'os [то-на силуэн-ос] — ответ на главное приветствие
- yamx-o’c — Я рисую его лицо[1].
- ge-imax-o' — Он рисует моё лицо[1].
- yamx-a’ha’a — Я нарисую его лицо[1].
- 'e’eyawo’c — Я работаю[1].
- yaxoi ciliwo’c — Я собираюсь поохотиться[1].